# Asbacher Straße (Eitorf)
Die Asbacher Straße in Eitorf führt vom Markt durch das Eipbachtal nach Mühleip und im weiteren Verlauf nach Asbach. Sie ist Teil der Landesstraße 86. Die Asbacher Straße ist eine der wichtigsten Geschäftsstraßen in Eitorf.

## Verlauf
Die Asbacher Straße beginnt an der Löhr’s Eck am Markt und endet am Ortsausgang. Von der Asbacher Straße zweigen die Kurzgasse und die Kirchgasse ab, die Mittelstraße und der Kirchweg, die Cäcilienstraße und die Schümmerichstraße, die Bachstraße und die Wasserstraße, der Lascheider Weg und der Königssiefen.

## Bauwerke
In der Asbacher Straße befinden sich folgende denkmalgeschützten Liegenschaften:
- katholische Kirche St. Patricius (Eitorf)
- das Klösterchen
- Villa Keysers
- Zigarrenfabrik Keysers, Atelier des Malers und Bildhauers Giovanni Vetere

## Veranstaltungen
Die Asbacher Straße ist auf der Eitorfer Kirmes und beim Eitorfer Frühling bis zur Mittelstraße/Kirchstraße gesperrt.

## Geschichte
Die Asbacher Straße wurde erst 1860 erbaut. Vorher war die Cäcilienstraße der Hauptverkehrsweg Richtung Süden.
In der Asbacher Straße Ecke Schümmerichstraße befand sich früher die Kronenbrauerei, die 1879 von der Sieg-Rheinischen Germania-Brauerei übernommen wurde.
Im Zweiten Weltkrieg wurde die Bebauung der Asbacher Straße von der Löhr’s Eck bis hinter die Kurzgasse bzw. Kirchgasse durch Fliegerbomben fast total zerstört, lediglich die Pfarrkirche und das später abgerissene ehemalige Pfarrhaus blieben mit schweren Schäden erhalten.

Das in den 1960er Jahren niedergelegte Pfarrhaus Ecke Asbacher Straße/Schoellerstraße
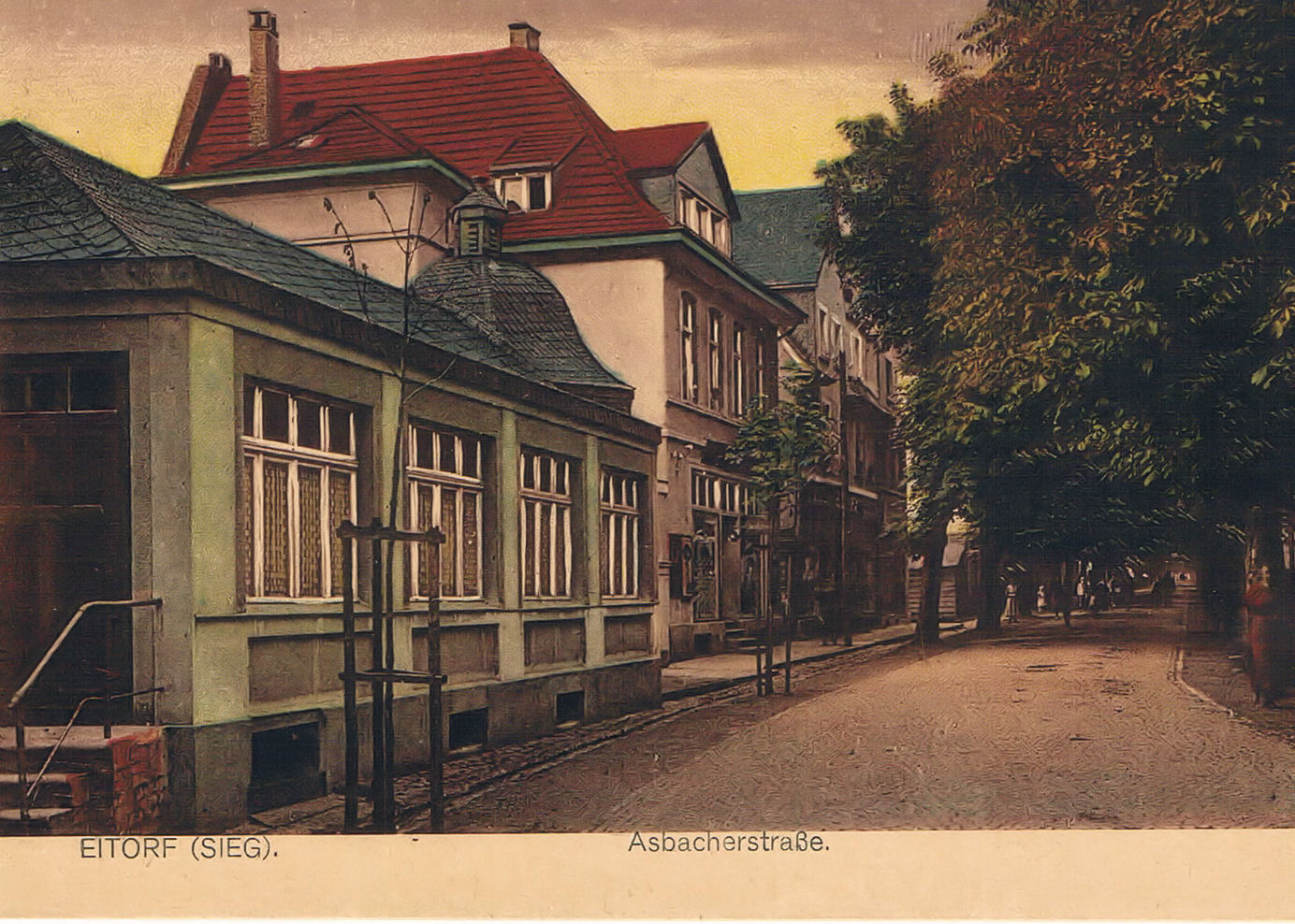
Die Asbacher Straße 1890
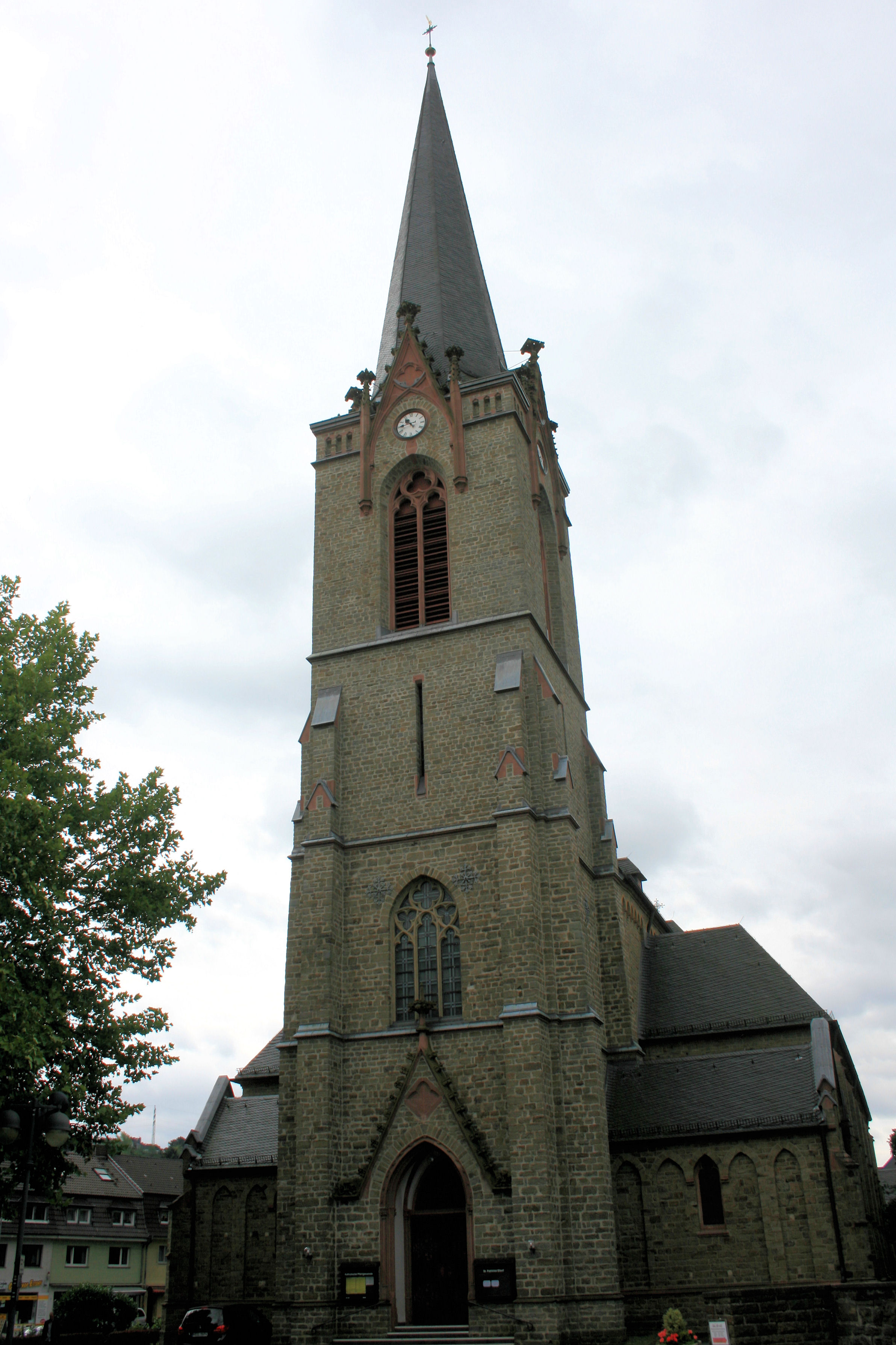
Sankt Patricius
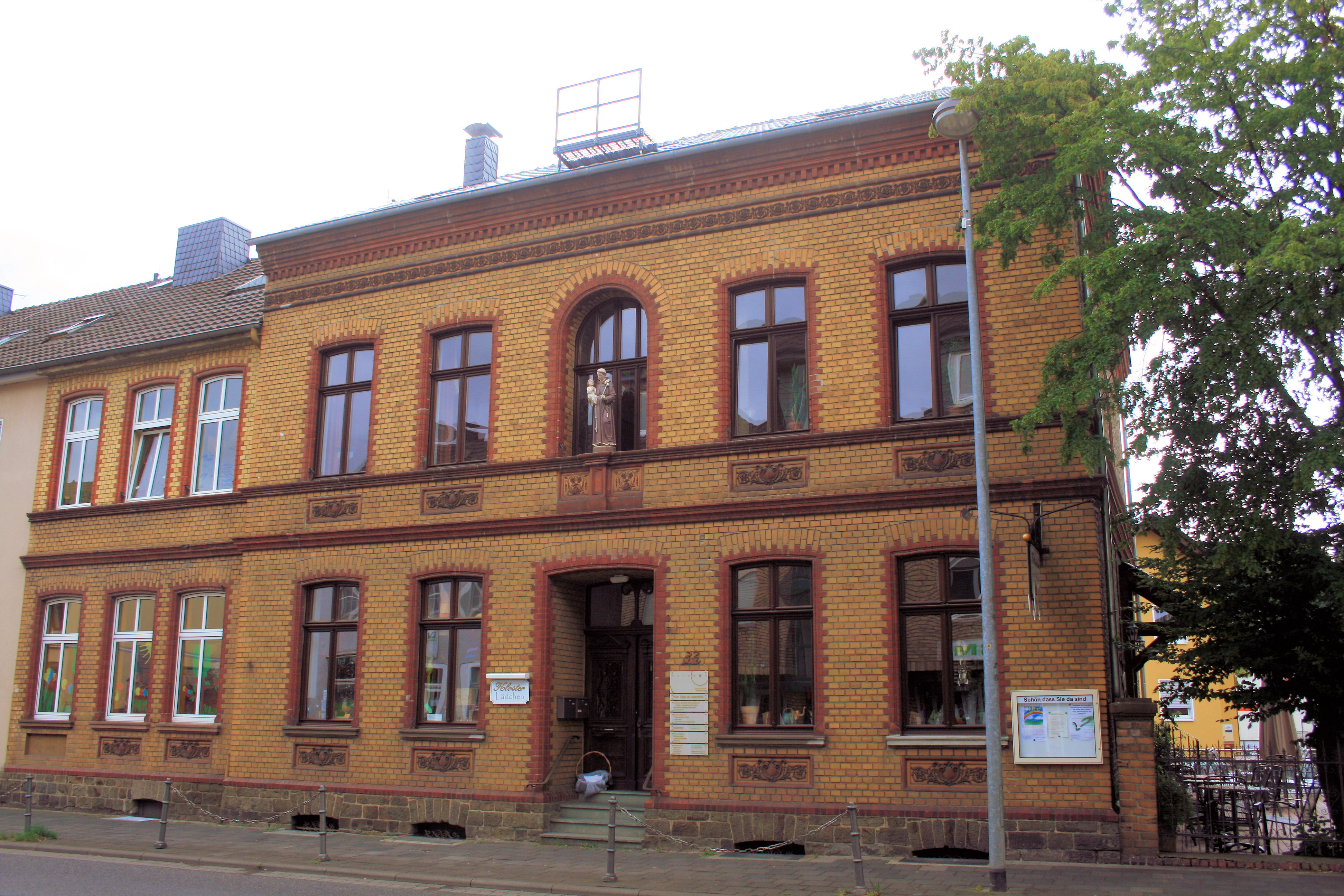
Sankt-Antonius-Kloster Ecke Mittelstraße
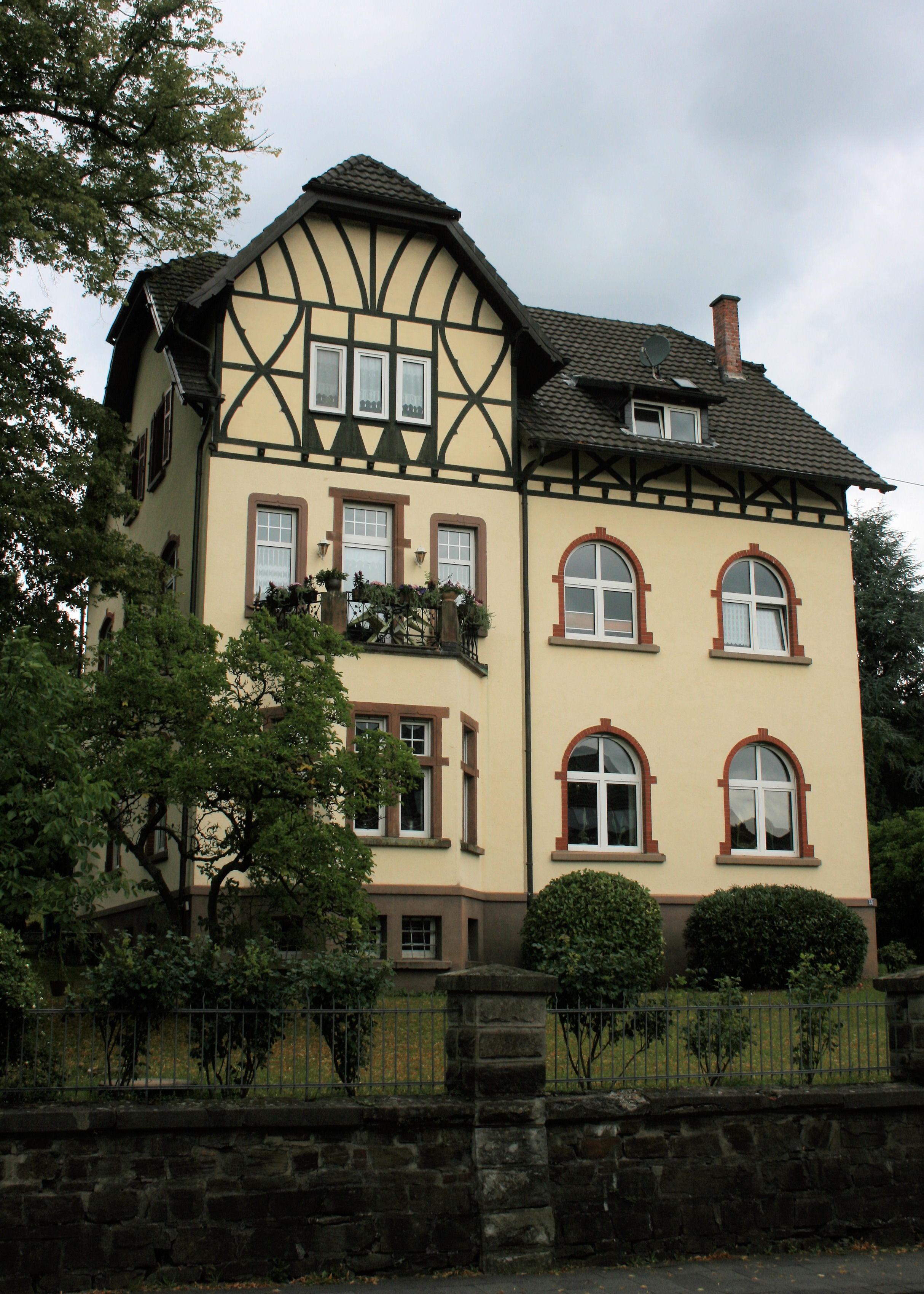
Villa Keysers
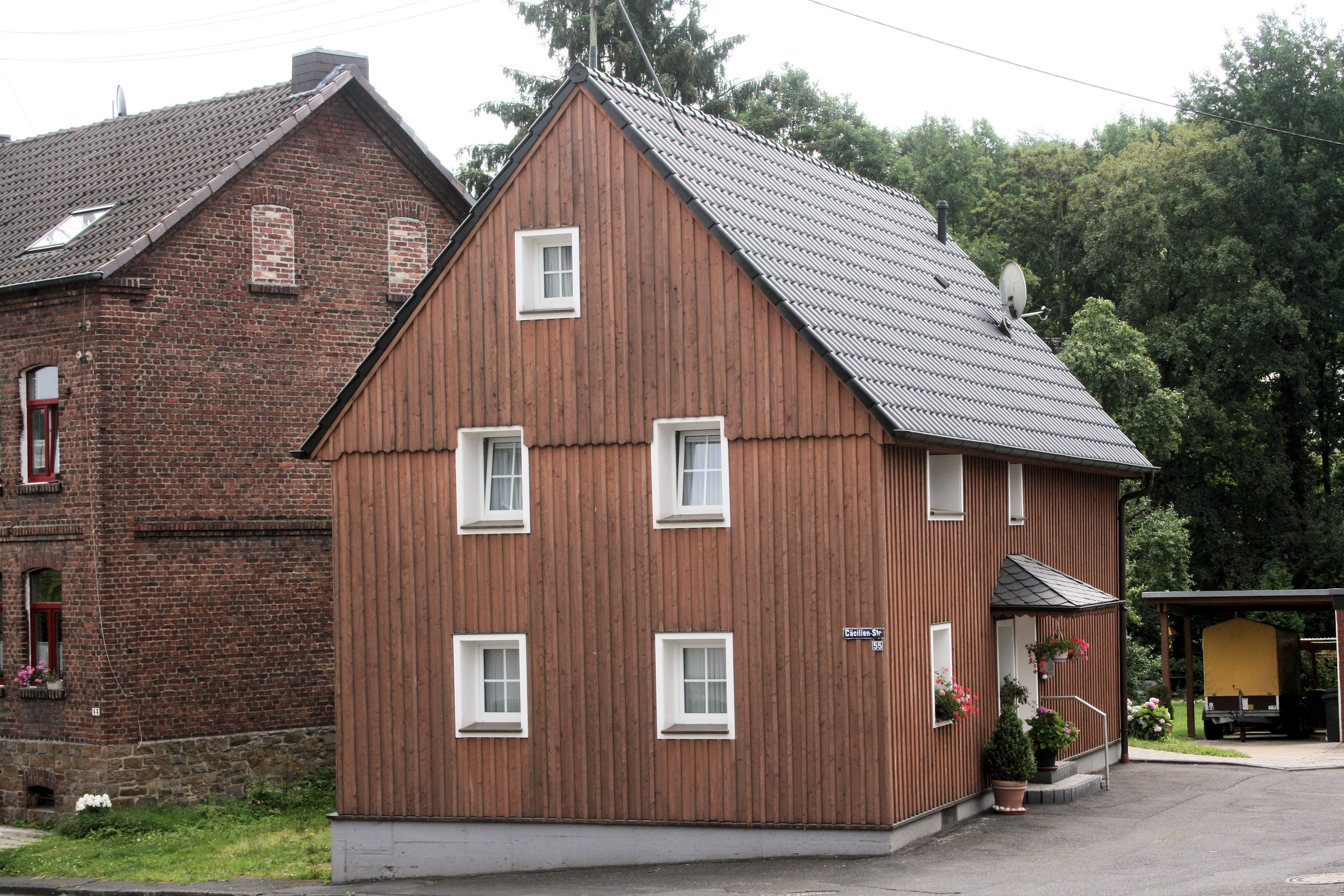
Denkmalgeschütztes Wohnhaus Ecke Cäcilienstraße
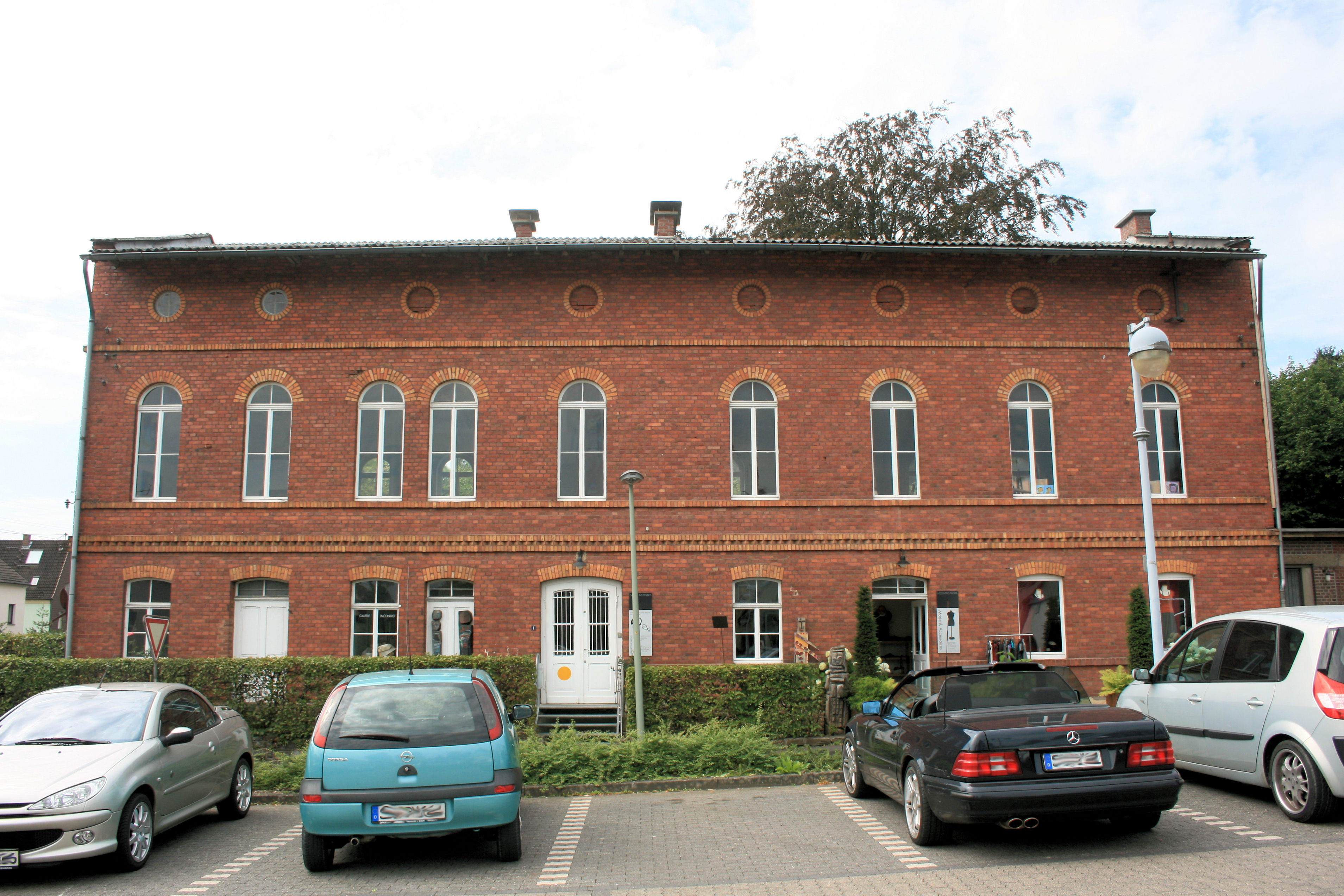
Die ehemalige Zigarrenfabrik Keysers Ecke Schümmerich
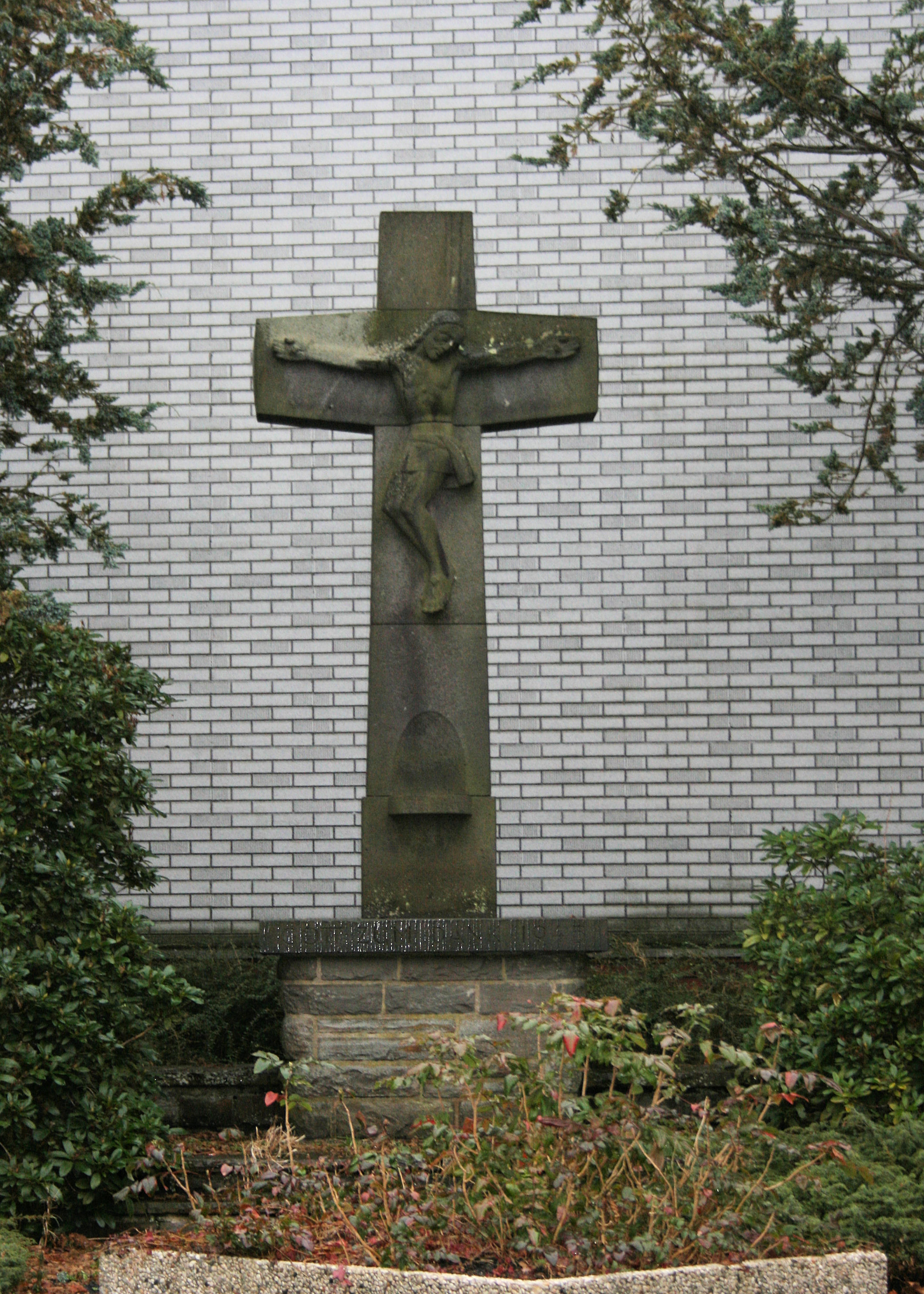
Das Prozessionskreuz Ecke Bachstraße